# Bradbury and Evans
Bradbury and Evans byla tiskárna a později nakladatelství, kterou v roce 1830 založili William Bradbury a Frederick Mullet Evans. V roce 1842 odkoupili později velmi úspěšný časopis Punch. Později se však zaměřili i na serióznější literaturu a svá díla u nich vydali například Charles Dickens, William Makepeace Thackeray, a Robert Smith Surtees. V roce 1840 patřili mezi několik firem, které žádaly v Anglii o autorská práva.